# Привороки
Привороки (укр. Привороки) — село в Тарашанской сельской общине Черновицкого района Черновицкой области Украины.
До 2020 года входило в Глыбокский район
Население по переписи 2001 года составляло 1284 человека. Почтовый индекс — 60431. Телефонный код — 3734. Код КОАТУУ — 7321086702.